# ヴィクトリアス (空母)
ヴィクトリアス (HMS Victorious, R38) は、イギリス海軍の航空母艦。イラストリアス級の2番艦。
艦名のヴィクトリアス (Victorious) は「勝利した」という意味の形容詞であり、イギリス海軍において同名の軍艦としては4代目。
第二次世界大戦中にアメリカ海軍へ貸し出されていた時期があり、その際はコールサインとして「USSロビン」 (USS Robin) と呼称されていた。他のイラストリアス級が1950年代で退役する中、本艦のみは蒸気カタパルトやアングルド・デッキ装備といった近代化改修が実施されてジェット機運用能力を獲得し、1960年代後半まで運用された。

## 概要

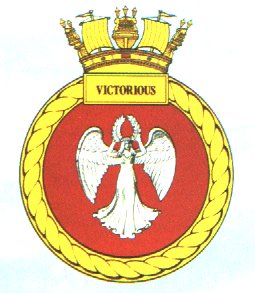
ヴィクトリアスの紋章。

ヴィクトリアスはイギリス海軍が第二次世界大戦で運用した正規空母で、イラストリアス級の2番艦。1941年（昭和16年）3月末に竣工し、5月下旬にはドイツ戦艦「ビスマルク」の追撃作戦に参加する。5月25日、ヴィクトリアスから発進したソードフィッシュ9機がビスマルクを襲い、魚雷1本を命中させた（損害軽微）。1942年（昭和17年）初頭にはソ連向け援助船団の護衛に加わる。3月、ドイツ戦艦ティルピッツをヴィクトリアスのアルバコア12機が雷撃したが、1本も命中しなかった。PQ17船団の間接護衛部隊にも加わっていたが、同船団は大損害を受ける。その後、地中海戦域でペデスタル作戦やトーチ作戦などに従事した。
1942年（昭和17年）末、太平洋で日本海軍と激戦を繰り広げていたアメリカ海軍は、艦隊型空母の不足に苦しんでいた。ヴィクトリアスはアメリカ海軍に貸与され、1943年（昭和18年）初頭より太平洋戦線に転戦する。空母サラトガ等と共に、ソロモン諸島における中部ソロモン諸島攻防戦に参加した。その後、エセックス級航空母艦やインディペンデンス級航空母艦の配備が進み、ヴィクトリアスは大西洋に戻った。
1944年（昭和19年）4月3日のタングステン作戦におけるヴィクトリアスは、空母フューリアスや護衛空母と共に、ノルウェーのアルタフィヨルドに潜む「ティルピッツ」をバラクーダ等で攻撃し、損傷を与えた。その後も5月末まで幾度かティルピッツを攻撃したが、天候不良等で有効な攻撃を行えなかった（ティルピッツに対する一連の攻撃）。太平洋戦争末期には再び太平洋に転戦した。太平洋艦隊に所属し、アメリカ海軍の指揮下に入って沖縄戦に参加した。特攻機に突入されたが、沈没には至っていない。呉軍港空襲など、日本本土に対する空襲もおこなった。第二次世界大戦終結後、1950年代に改装されジェット機運用能力を得た。1968年に除籍。

## 搭載機
| 時期       | 機数 | 搭載機 |
| ---------- | ---- | --- |
| 1941年2月  | 9機  | 第825飛行隊（ソードフィッシュ×9） |
| 1941年5月  | 15機 | 第800ZFlight（フルマーⅡ×6） 第825飛行隊（ソードフィッシュ×9）                                                                                               |
| 1941年6月  | 12機 | 第820飛行隊（ソードフィッシュ×12 ※アルバコア×12に機種転換）                                                                                                 |
| 1941年7月  | 42機 | 第809飛行隊（フルマー×12） 第817飛行隊（アルバコア×9） 第827飛行隊（アルバコア×12） 第828飛行隊（アルバコア×9）                                             |
| 1941年8月  | 23機 | 第802BFlight（マートレットⅢ×2） 第817飛行隊（アルバコア×9） 第832飛行隊（アルバコア×12）                                                                    |
| 1941年11月 | 23機 | 第802BFlight（マートレットⅢ×2） 第817飛行隊（アルバコア×9） 第820飛行隊（アルバコア×12）                                                                    |
| 1942年6月  | 6機  | 第885飛行隊（シーハリケーン×6） |
| 1942年7月  | 6機  | 第884飛行隊（フルマー×6） |
| 1942年8月  | 6機  | 第809飛行隊（フルマー×6） |
| 1942年8月  | 38機 | 第809飛行隊（フルマー×12） 第817飛行隊（アルバコア×11 ※内9機未搭載） 第832飛行隊（アルバコア×12） 第884飛行隊（フルマー×6） 第885飛行隊（シーハリケーン×6） |
| 1942年9月  | 6機  | 第884飛行隊（シーファイア×6） |
| 1942年10月 | 12機 | 第882飛行隊（ワイルドキャット×12） |
| 1943年1月  | 15機 | 第832飛行隊（アベンジャー×15） |
| 1943年2月  | 18機 | 第896飛行隊（ワイルドキャット×6） 第898飛行隊（ワイルドキャット×12）                                                                                        |
| 1943年5月  | 51機 | 第832飛行隊（ターポンⅠ×15 ※アベンジャー） 第882飛行隊（ワイルドキャットⅣ×12） 第896飛行隊（ワイルドキャット×12） 第898飛行隊（ワイルドキャット×12）         |
| 1944年2月  | 26機 | 第829飛行隊（バラクーダ×12） 第1834飛行隊（コルセア×14） |
| 1944年3月  | 14機 | 第1836飛行隊（コルセア×14） |
| 1944年4月  | 49機 | 第827飛行隊（バラクーダⅡ×9） 第829飛行隊（バラクーダⅡ×12） 第1834飛行隊（コルセアⅡ×14） 第1836飛行隊（コルセアⅡ×14）                                        |
| 1944年5月  | 12機 | 第831飛行隊（バラクーダ×12） |
| 1944年7月  | 39機 | 第1834飛行隊（コルセアⅡ×14） 第1836飛行隊（コルセアⅡ×14） 第1838飛行隊（コルセアⅡ×11）                                                                      |
| 1944年8月  | 49機 | 第822飛行隊（バラクーダ×21） 第1834飛行隊（コルセアⅡ×14） 第1836飛行隊（コルセアⅡ×14）                                                                      |
| 1944年9月  | 48機 | 第822飛行隊（バラクーダ×12） 第1834飛行隊（コルセアⅡ×18） 第1836飛行隊（コルセアⅡ×18）                                                                      |
| 1944年10月 | 37機 | 第1834飛行隊（コルセアⅡ×19） 第1836飛行隊（コルセアⅡ×18）                                                                                                   |
| 1944年11月 | 57機 | 第849飛行隊（アベンジャー×19） 第1700飛行隊（ウォーラスSAR×2） 第1834飛行隊（コルセアⅡ×18） 第1836飛行隊（コルセアⅡ×18）                                    |
| 1945年1月  | 55機 | 第849飛行隊（アベンジャーⅡ×19） 第1700飛行隊（ウォーラスSAR×2） 第1834飛行隊（コルセアⅡ×18） 第1836飛行隊（コルセアⅡ×16）                                   |
| 1945年2月  | 53機 | 第849飛行隊（アベンジャーⅡ×14） 第1700飛行隊（ウォーラスSAR×2） 第1834飛行隊（コルセアⅡ×19） 第1836飛行隊（コルセアⅡ×18）                                   |
| 1945年7月  | 55機 | 第849飛行隊（アベンジャーⅡ×16） 第1700飛行隊（ウォーラスSAR×2） 第1834飛行隊（コルセアⅡ・Ⅳ×19） 第1836飛行隊（コルセアⅡ・Ⅳ×18）                             |

## 艦歴

### ビスマルク追撃戦
1941年（昭和16年）3月29日、ヴィクトリアスは竣工した。
5月、ドイツ海軍 (Kriegsmarine) はライン演習作戦を発動した。
5月20日昼すぎ、スウェーデン海軍の軽巡ゴトランド (HMS Gotland) がカテガット海峡でナチス・ドイツ海軍の戦艦ビスマルク (Bismarck) および護衛部隊と遭遇して母国に伝達する。その情報は、イギリスに伝えられた。
5月22日にビスマルク級戦艦の1番艦ビスマルクと重巡洋艦プリンツ・オイゲン (Prinz Eugen) がノルウェー西岸のベルゲンを出撃、リュッチェンス提督はアイスランド北方を迂回してデンマーク海峡を通過するコースを選択した。イギリス海軍は、スピットファイアの航空偵察でベルゲン周辺のフィヨルドに停泊中のビスマルクとプリンツ・オイゲンを捕捉した。オークニー諸島スカパ・フロー所在の本国艦隊司令長官ジョン・トーヴィー大将は、ヴィクトリアス艦長ヘンリー・セシル・ボーヴェル大佐を呼びだして艦上攻撃機ソードフィッシュ (Fairey Swordfish) による奇襲を検討したが、パイロット達の未熟さと経験不足で断念した。ヴィクトリアスは戦闘機ハリケーン (Hawker Hurricane) をマルタ島に輸送する任務を帯び、巡洋戦艦レパルス (HMS Repulse) と共にイギリスを出発する予定だったが、全て取り消された。
ランスロット・ホランド中将が指揮する巡洋戦艦フッド (HMS Hood) と新鋭戦艦プリンス・オブ・ウェールズ (HMS Prince of Wales) および随伴駆逐艦が先行してスカパ・フローからアイスランド方面に出撃したあと、トーヴィ―提督も直率部隊（旗艦キング・ジョージ5世、巡洋戦艦レパルス〈途中合流〉、空母ヴィクトリアス、軽巡ガラティア、ハーマイオニー、ケニア、オーロラ、随伴駆逐艦）を率いてスカパ・フローを出撃した。 
5月24日午前5時50分から始まったデンマーク海峡海戦でイギリス海軍が敗退したとき、トーヴィ提督直率部隊はリュッチェンス部隊（ビスマルク、オイゲン）より南東360マイル地点にあった。トーヴィ―提督はビスマルクの機動力を奪うために、ヴィクトリアスの艦上攻撃機による魚雷攻撃を選択した。アルバン・カーティス少将（旗艦ガラテイア）を指揮官とする臨時部隊（空母ヴィクトリアス、巡洋艦4隻）が編成され、ビスマルク攻撃にむかった。
同24日午後10時、ヴィクトリアスは荒れ模様の天候下でソードフィッシュ9機を発進させた。雷撃隊はビスマルク追跡部隊3隻（戦艦プリンス・オブ・ウェールズ、重巡サフォーク、ノーフォーク）と接触し、ビスマルクの方位を教えてもらった。
同24日午後11時30分ころでも、周囲は昼間のように明るかったという。
5月25日の日付変更直後、ソードフィッシュ9機はビスマルクの対空砲火に晒されながら雷撃を敢行した。ビスマルクは攻撃を巧みに回避したが、右舷中央部に魚雷1本が命中した。魚雷は水面近くの装甲帯に命中し、被害は軽微であった。ただし、回避行動や高速航行で砲撃戦でうけた水線下の損傷が拡大し、2番ボイラー室が浸水により満水状態になった。艦首でも応急修理箇所で浸水が拡大し、沈下が進んだ。また魚雷の爆風で艦上にいた1名が戦死し、5名が負傷した。これがビスマルクでの最初の戦死者であった。
ソードフィッシュ9機は全機健在のまま雷撃を終了し、母艦への帰路についた。25日午前2時、全機がヴィクトリアスへの夜間着艦に成功した。ただし触接の艦上戦闘機フルマー (Fairey Fulmar) 2機は母艦に帰投できず、不時着して乗組員は通りかかった船に救助された。
このあとサフォーク等はビスマルクを見失い、ヴィクトリアスが放った偵察機（フルマー）もビスマルクを発見できなかった。早朝に予定していたヴィクトリアスの第二次攻撃は延期された。さらに索敵に投入したソードフィッシュ7機のうち、1機が帰投しなかった。またイギリス側の判断ミスで、各艦は見当違いの方向を捜索した。

### 1941年6月以降
ビスマルクが沈んだあと、ヴィクトリアスはスコットランドのクライド海軍基地に短時間滞在した。地中海戦線に投入予定のハリケーン戦闘機を多数搭載し、5月31日に出港する。W58X船団と共にイギリスからジブラルタルへ向かった。6月4日、「ヴィクトリアス」のシードフィッシュがアゾレス諸島の北約100浬でドイツの補給兼哨戒船「ゴンツェンハイム (Gonzenheim)」を発見し、同船は戦艦「ネルソン」と軽巡洋艦「ネプチューン」に捕捉されて沈んだ。 ジブラルタル到着後、ヴィクトリアスはH部隊の空母アーク・ロイヤル (HMS Ark Royal, 91) や巡洋戦艦レナウン (HMS Renown) などと共に、マルタへの戦闘機輸送 (Club Run) に従事した（トレイサー作戦）。
1941年（昭和16年）7月、空母フューリアス (HMS Furious, 47) と共にノルウェーのキルケネスと、フィンランドのペツァモに対する空襲を行う（EF作戦）。続いて8月23日にスカパ・フローから出撃しアルハンゲリスクへ向かい船団の護衛に従事する。船団護衛後、9月3日にハンメルフェスト空襲を試みるが、これは断念された。ヴィクトリアスはアルハンゲリスクへの戦闘機輸送中の軽空母アーガス (HMS Argus, I49) を護衛した後、9月12日にヴェストフィヨルドでの船舶攻撃を実施し戦果をあげた。9月13日、スカパ・フローに帰投。

### 1942年
1942年（昭和17年）3月6日、ビスマルク級戦艦2番艦のティルピッツ (Tirpitz) がPQ12船団を撃滅するため、ノルウェー西岸のトロンドヘイムを出撃して北上を開始した。戦艦キング・ジョージ5世（トーヴィ提督旗艦）、空母ヴィクトリアス、重巡バーウィック (HMS Berwick, 65) 、随伴駆逐艦も、ソ連向け援助船団の護衛とティルピッツ追跡に投入された。
3月9日朝、ヴィクトリアスの艦上攻撃機アルバコア (Fairey Albacore) 12機はロフォーテン諸島沖でティルピッツを攻撃する。投下した魚雷は全て回避され、アルバコア2機が失われた。ティルピッツと護衛部隊はナルヴィクに入港し、つづいてトロンドヘイムに戻った。
6月末、連合国軍のソ連向け援助船団PQ17はアイスランドを出撃した。本国艦隊司令長官トーヴィー提督が率いる英戦艦デューク・オブ・ヨーク (HMS Duke of York, 17) 、米戦艦ワシントン (USS Washington, BB-56) 、空母ヴィクトリアス、巡洋艦3隻と駆逐艦部隊の間接護衛部隊がノルウェー海を行動する（PQ17船団、両軍戦闘序列）。イギリス海軍本部はティルピッツ以下のドイツ艦隊の脅威を過大評価し、7月4日夜にPQ17船団を分散させ、護衛部隊も帰投した。このため、連合国軍輸送船はUボートとドイツ空軍爆撃機で大損害を受けた。本国艦隊はPQ17船団の悲劇を防ぐことが出来ず、スカパ・フローに帰投した。
ティルピッツを取り逃がしたヴィクトリアスは、地中海戦線に投入された。マルタに対する補給作戦（ペデスタル作戦）、北アフリカ上陸作戦（トーチ作戦）などに参加した。ペデスタル作戦では枢軸国空軍の爆撃により爆弾1発が飛行甲板に命中したが、装甲が弾き返して事なきを得た。1942年末になると、第二次世界大戦の主導権が連合国軍に移ったことが明確になった。

### 1942年末から1943年
1942年（昭和17年）11月中旬の第三次ソロモン海戦で勝利したアメリカ軍は、ガダルカナル島攻防戦で完全に優位にたった。だが幾度も生起した海戦により、残存正規空母は3隻（サラトガ、レンジャー、エンタープライズ）に減少した。米空母エンタープライズ (USS Enterprise, CV-6) は作戦行動可能だったが、ドック入りと修理が必要だった。大西洋艦隊配備の米空母レンジャー (USS Ranger, CV-4) は防御力に不安を抱えており、苛烈な太平洋戦線への投入を躊躇せざるを得なかった。太平洋艦隊の稼動空母がサラトガ (USS Saratoga, CV-3) 単艦という事態に、アメリカ海軍はエンタープライズの代艦としてイギリス空母1隻の太平洋派遣を要請する。白羽の矢がたったのがヴィクトリアスであった。
12月20日、ヴィクトリアスはアメリカ海軍に加わるためグリーノックからアメリカへ向け出港した。途中バミューダに立ち寄り、1943年（昭和18年）1月1日にヴァージニア州ノーフォークに到着した。そこで若干の改修がなされ、2月にヴィクトリアスは太平洋へ向け出発。パナマ運河を通過して3月4日に真珠湾に着いた。その途中、1機の艦上攻撃機アヴェンジャー (Grumman TBF Avenger) が衝突し火災が発生するという事故があった。真珠湾到着後、ヴィクトリアスは日本空母との誤認防止のため飛行甲板を除く全体がアメリカ海軍のネイビーブルー (メジャー21迷彩) で 塗装されたほか、秘匿のため無線のコールサインが「USSロビン」(USS Robin) と設定された。

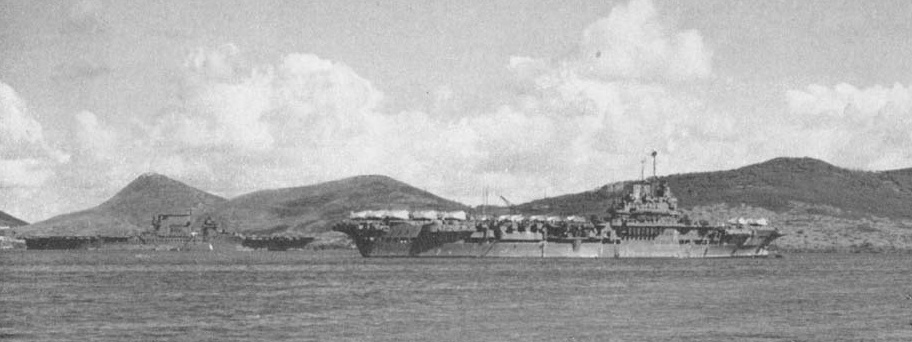
1943年、ヌーメアに停泊するヴィクトリアスとサラトガ。

日本軍はガダルカナル島撤収作戦（ケ号作戦）を発動してガダルカナル島から撤退し、ソロモン諸島においてはニュージョージア諸島とブーゲンビル島に防衛線を構築しようとした。これに対し、連合軍はカートホイール作戦を準備し、ブーゲンビル島やニューブリテン島のラバウル攻略の前段階として、ニュージョージア島を占領して飛行場を建設することにした。
ヴィクトリアスは5月8日に米戦艦ノースカロライナ (USS North Carolina, BB-55) 、駆逐艦3隻とともに真珠湾を離れ、5月24日にヌーメアに到着した。6月には大型空母サラトガなどとともに第36.3任務群として出撃し、ソロモン諸島での上陸作戦を援護した。日本海軍の基地航空部隊もブカ島やブインの飛行場から攻撃隊を発進させ、ガ島のヘンダーソン飛行場基地やルッセル諸島の基地、ルンガ沖の連合軍輸送船団を攻撃する。米機動部隊、連合軍輸送船団、水上艦部隊は殆ど損害を受けなかった（ルンガ沖航空戦）。
カートホイール作戦は6月下旬に発動され、ニュージョージア島の戦いが始まる。連合軍機はソロモン諸島、ニューブリテン島、ニューアイルランド島の日本軍航空基地に終夜攻撃を加えた。ニュージョージア島やコロンバンガラ島を巡って幾度も海戦が起きたが、連合国軍は損害を出しつつもニュージョージア諸島に橋頭堡を築き、航空優勢下で進撃を続けた。
ヴィクトリアスは7月末にはヌーメアを離れ、真珠湾、サンディエゴ、パナマ運河経由で9月1日にノーフォークに到着した。そこでドック入りした後イギリスへ向かい9月26日に到着した。ヴィクトリアスはイギリス海軍からアメリカ海軍に貸し出された唯一の艦船であった。

### 1944年
1944年（昭和19年）3月、ヴィクトリアスは英戦艦アンソン (HMS Anson，79) やデューク・オブ・ヨーク (HMS Duke of York，17) などの僚艦と共に、JW58船団の間接護衛をおこなった。4月から5月にかけて、本艦は空母フューリアス (HMS Furious, 47) および護衛空母4隻と共に、ドイツ戦艦ティルピッツに対する一連の空襲に参加した。
ノルウェーのアルタフィヨルドに停泊するティルピッツへの最初の攻撃は、タングステン作戦と命名されていた。爆弾装備のバラクーダ (Fairey Barracuda) がティルピッツを爆撃し、艦上戦闘機（コルセア、ヘルキャット、ワイルドキャット）がドイツ空軍の戦闘機をひきつけたり、ティルピッツを機銃掃射して対空火器を破壊するという計画だった（連合軍、戦闘序列）。
4月3日の空襲で、ティルピッツに1600ポンド爆弾4発（不発1）、500ポンド爆弾10発が命中し、至近弾多数も確認された。同艦の人的損害は戦死122名、負傷316名に達した。負傷者には艦長も含まれていた。ティルピッツは数カ月の修理を要する被害を受け、ヒトラーやドイツ軍上層部はティルピッツの出撃を禁止する。デーニッツ海軍総司令官はこれを機にティルピッツを浮き砲台に改造することにした。
イギリス軍はティルピッツを葬るために空母機動部隊による幾度かの作戦を実施した。4月24日、空母2隻（ヴィクトリアス、フューリアス）と護衛空母4隻でプラネット作戦を発動したが、天候不良のため出撃中止になった。5月15日、空母2隻（ヴィクトリアス、フューリアス）の攻撃隊がティルピッツ上空に侵入したが、雲に隠されており攻撃中止となった（ブラウン作戦）。5月28日、再び空母2隻で攻撃計画が練られたが、悪天候のため中止された（タイガー・クロー作戦）。結局、艦上攻撃機によってティルピッツを撃沈することは出来なかった。

### 1945年以降
第二次世界大戦末期には、イギリス太平洋艦隊 (British Pacific Fleet) に所属し、再び太平洋戦線に投入された。
イギリス海軍の第一空母戦隊 (1st Aircraft Carrier Squadron) に所属し、沖縄戦に参加する（沖縄戦にける海軍部隊戦闘序列）。アメリカ海軍の第5艦隊 (United States Fifth Fleet 5) 隷下において、第57任務部隊 (Task Force 57) を編成し、フィリップ・ヴァイアン提督が指揮していた。5月上旬に日本軍の特攻機の攻撃を受けたが、戦艦のそれに匹敵する76ミリ厚の装甲が功を奏し14名が戦死したものの、沈没は逃れた。復旧に約1か月を要した。この間に第5艦隊は第3艦隊 (United States Third Fleet) となり、第57任務部隊も第37任務部隊 (Task Force 37) に改称した。第37任務部隊は日本列島の各地に空襲を敢行した（呉軍港空襲など）。

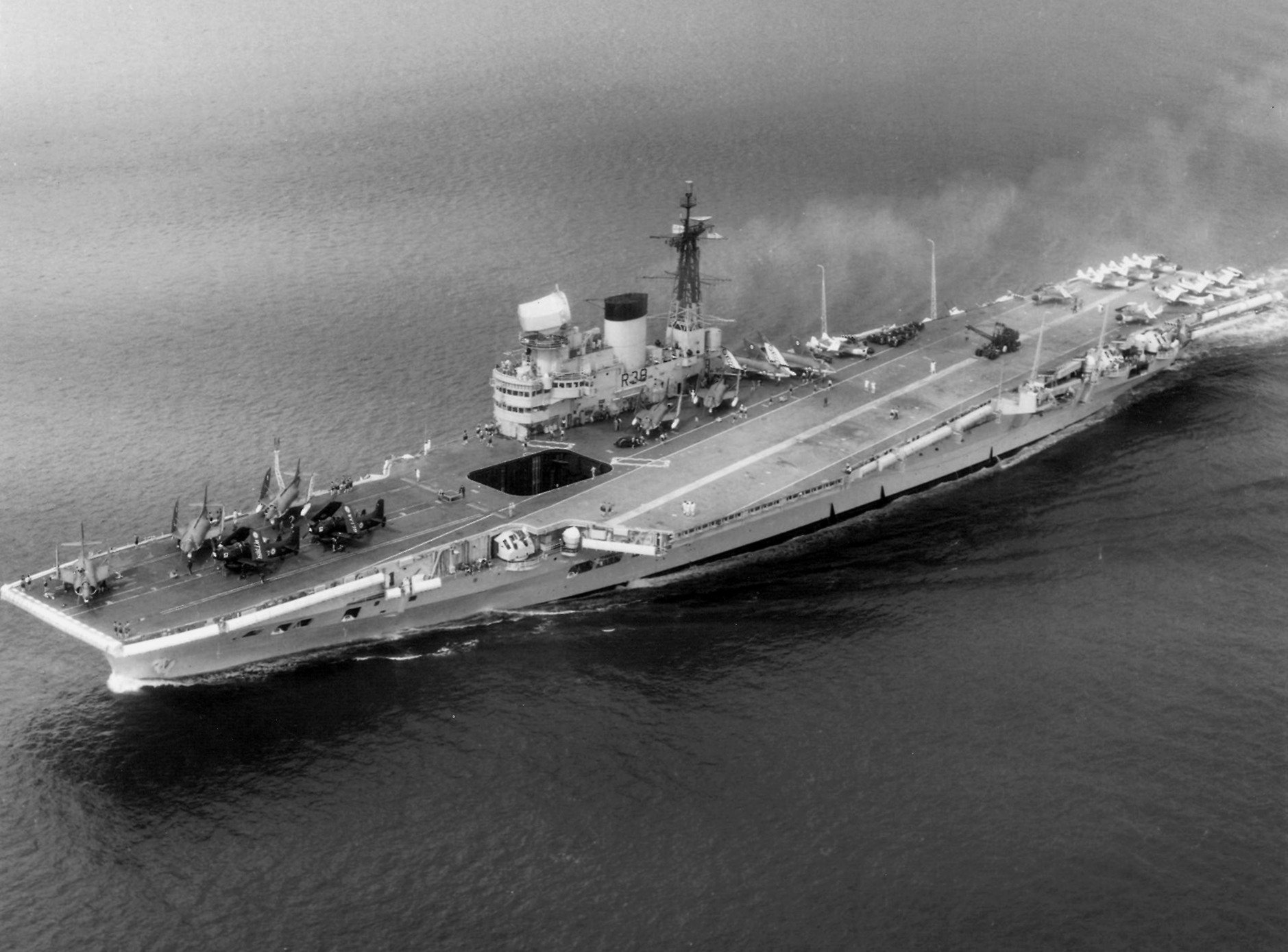
改装後の「ヴィクトリアス」(1959年撮影)。
艦橋上部に設置されたサーチライト状の構造物は、984型レーダーのアンテナ。

日本の降伏後、8月31日にヴィクトリアスの乗員はシドニーで戦勝パレードに参加した。9月にヴィクトリアスはオーストラリアを離れ、10月27日にイギリス本国へ到着。以降3度に亘って極東およびオーストラリアと本国の間を往復し、現地に展開していた兵員と戦争花嫁の送還任務に就く。1946年 (昭和21年) から1947年 (昭和22年) にかけて、ホーカー シーフューリー艦上戦闘機の初の艦上試験がヴィクトリアスにおいて実施され、1947年初めには空母での運用を認められた。
ヴィクトリアスは復員任務完了を受け、1947年1月15日にデヴォンポートで予備役に移された。同年6月からヴィクトリアスはポーツマスで追加の宿泊艦および教室に改装され、9月22日に本国艦隊練習戦隊の戦艦ネルソン (HMS Nelson, 28) を代替した。1948年（昭和23年）7月、ヴィクトリアスは1948年ロンドンオリンピックのセーリング競技支援のためにポートランド港に配備された。1949年（昭和24年）、ヴィクトリアスはロサイスで改装を受けると共に、複数の訓練航海や艦隊演習を行った。

### 近代化改装後
1948年2月に海軍造船局長はイギリス海軍が保有する艦隊空母の近代化を計画し、フォーミダブル (HMS Formidable, R67) が最初にその改装を受けるものとされた。しかしながら改装対象はヴィクトリアスに変更され、1950年（昭和25年）3月にヴィクトリアスは訓練任務を戦艦ヴァンガード (HMS Vanguard, 23) に引き継ぎ、改装のためポーツマスへ送られた。続いて他2隻のイラストリアス級空母の改装も計画されていたが、こちらは最終的に断念されている。
当初は1954年 (昭和29年) 半ばの完了を目標に開始されたヴィクトリアスの改装だったが、改装時期が航空機や運用設備の目覚ましい発達時期と重なったことで実際には9度もの設計変更と1950年から1958年 (昭和33年) までの年月を費やすることになった。とりわけ、1953年 (昭和28年) に本艦を1964年 (昭和39年) 以降も運用し続けることができるように新たな機関を搭載するという決定は、多くの作業をやり直す必要があり、飛行甲板を新たに2度新造することになった。艦体は幅、深さ、全長いずれも拡大され、機関はフォスター・ウィーラー製ボイラーに換装された。飛行甲板は4フィート高さを上げたうえで新造され、この結果格納庫の天井高が5.3メートルに拡大したため大型化した航空機にも対応可能となった。また飛行甲板には8.75度のアングルド・デッキやBS4型蒸気カタパルト2基、搭載能力40,000ポンドの航空機用リフトが設けられている。対空兵装としてアメリカから提供された3インチ連装速射砲を6基と40mm 6連装機関砲1基を搭載したほか、電波兵装も更新されて艦橋上に984型3次元レーダーが艦艇で初めて設置された。改装により基準排水量は30,530トンへ増加した。2,000万ポンドが費やされた一連の改装は、他のイギリス空母近代化のプロトタイプとしての意義を持っていた。
改装成ったヴィクトリアスは1958年1月14日に再就役し各種試験が行われたが、同年9月25日に悲劇が起こる。第803海軍航空隊のジョン・デズモンド・ラッセル (John Desmond Russell) 中佐が自らのスーパーマリン シミターXD240号機をヴィクトリアスへ着艦させた際に、一度は機体のアレスティング・フックが掴んだアレスティング・ワイヤーがフックから外れてしまったのである。機体はそのまま飛行甲板上をゆっくりと移動しながら舷側から海中へ転落した。直ちにホワールウィンド捜索救難ヘリコプターが救助を試みたが、ラッセル中佐は脱出できずそのまま機体と共に沈み命を落とした。遺体は4週間後に潜水士によって回収され、この事故以降は同様の事態が発生した場合の脱出対策が図られることになった。事故の一部始終はヴィクトリアスに同乗していたブリティッシュ・パテのカメラマンによって 撮影されている。
1960年 (昭和35年) には、ヴィクトリアスは空母セントー (HMS Centaur, R06) と共にビスマルク追撃戦を題材にしたケネス・モア主演の映画「ビスマルク号を撃沈せよ!」の撮影に用いられ、かつて作戦に参加したヴィクトリアス自身およびアーク・ロイヤル役を演じた。

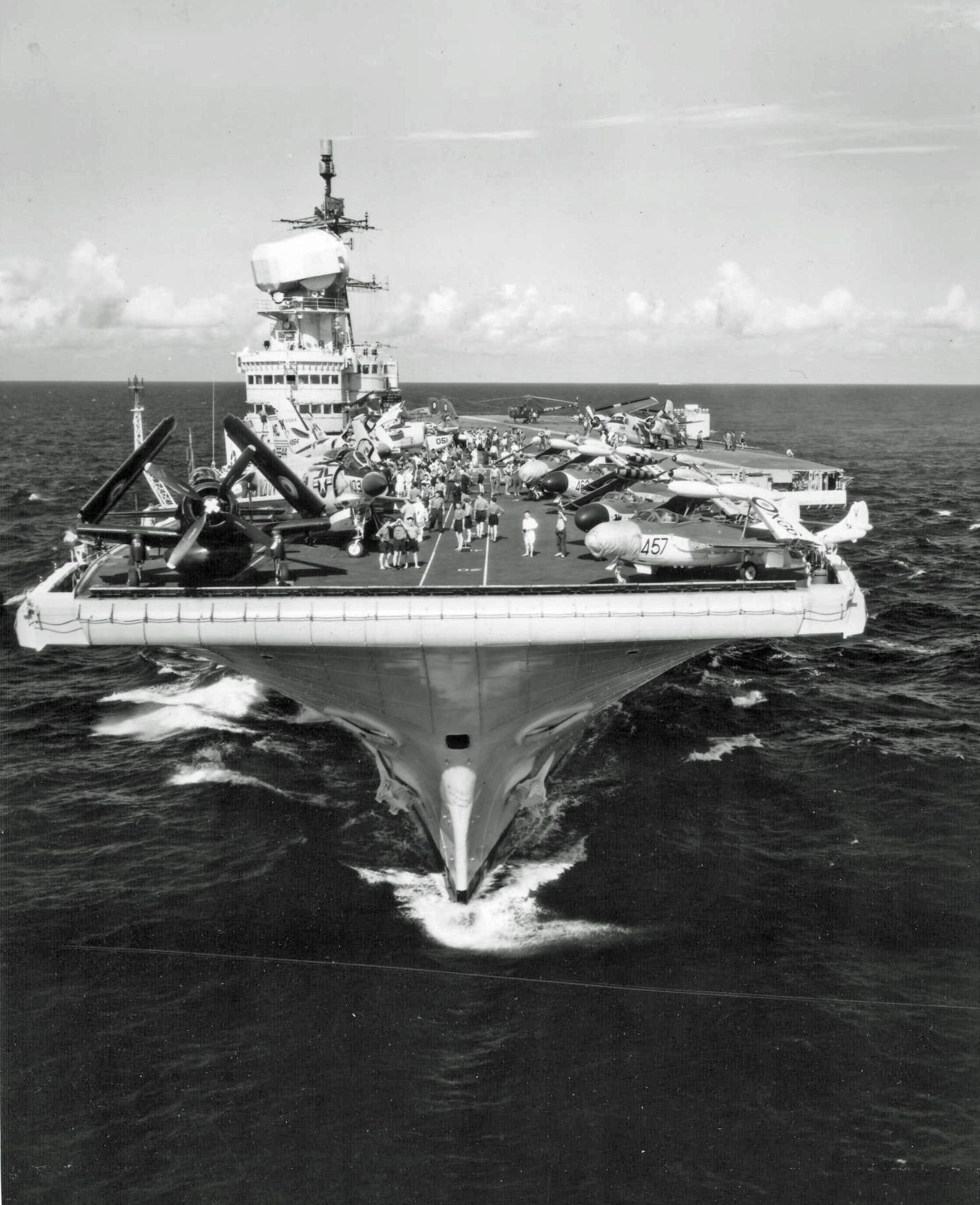
1959年7月、バージニア州ノーフォーク沖でアメリカ海軍とクロスデッキ演習を行うヴィクトリアス。

1961年 (昭和36年) 6月、イラクのアブドルカリーム・カーシム首相が独立直後のクウェート併合を主張したため、イギリスはヴァンテージ作戦を発動してクウェートへ海兵隊と陸軍を急派した。ヴィクトリアスも作戦に参加するためシンガポールを出港、7月9日に到着後航空支援を提供した。
1962年 (昭和37年) から1963年 (昭和38年) にかけて再度の改装工事が行われ、飛行甲板の強度が増したため大型機の着艦にも対応可能となった。1963年、インドネシアのスカルノ政権はマレーシア粉砕を唱えて公然と対決姿勢を見せたため (インドネシアとマレーシアの対立)、以降3年間イギリス連邦軍は現地に展開して防衛にあたった。ヴィクトリアスも艦上機による偵察、地上支援を実施した。
ヴィクトリアスは1964年 (昭和39年) 5月に日本の横須賀を訪問 、乗員たちは東京、横浜、富士山周辺を観光したほか、中には横須賀市内のバー275ヶ所を全て飲み歩こうとした者もいたという。また日本滞在中には日米の賓客がヴィクトリアスに招待されたが、その中には約20年前にヴィクトリアスの飛行甲板へ突入した特攻機搭乗員の遺族も含まれており艦長ら乗員と交歓した。
1966年 (昭和41年) 4月、ヴィクトリアスは年内を通して極東艦隊の任務に就き、活動中にはアメリカ海軍の空母レンジャー (USS Ranger, CVA-61) からのF-4戦闘機の発着艦を実施した。
本国帰還後の1967年 (昭和42年) 1月からヴィクトリアスの改修が行われたが、作業がほぼ終わりかけ、ヴィクトリアスの生涯最後となるであろう任務への復帰が目前だった同年11月11日に艦内の上等兵曹会食室で小規模な火災が発生した。この火災で死者1名、負傷者2名の犠牲が出たものの、火災はすぐに消し止められ損傷も軽微だった。しかしながら、防衛費削減や海軍の人員不足、そして1966年に下されていた将来的な正規空母廃止方針は、ヴィクトリアスを修理せずに当初予定されていた1970年 (昭和45年) から繰り上げて退役させるという決定をもたらした。艦長は、ヴィクトリアスの再就役式典の前日に突然退役を知らされたと語った。式典は一転してウェイク (通夜) として開催された。
ヴィクトリアスは1968年 (昭和43年) に退役し、1969年 (昭和44年) 7月にブリティッシュ・シップブレイカーズ (British Shipbreakers) へスクラップとして売却された。1969年7月11日、約30年に亘り世界各地で活躍したイギリス海軍最古の空母は、保存されていたソードフィッシュ雷撃機の飛行に見送られながら解体のため曳航されポーツマスを出発、7月13日に解体地であるファスレーンへ到着した。
最後にヴィクトリアスが搭載した艦載機は次の通り
- 第801海軍航空隊（英語版） – ブラックバーン バッカニア S.2艦上攻撃機×9機
- 第893海軍航空隊（英語版） – デ・ハビランド シービクセン FAW.2艦上戦闘機×10機
- 第849海軍航空隊（英語版） – フェアリー ガネットAEW.3艦上早期警戒機×4機、フェアリー ガネットCOD.4艦上輸送機×1機
- 第814海軍航空隊（英語版） – ウェセックス HAS.3対潜哨戒ヘリコプター×5機
- 艦隊予備飛行班 - ウェセックス HAS.1救難捜索ヘリコプター×2機

## 栄典
- ヴィクトリアスは第二次世界大戦における戦功で合計9個の戦闘名誉章 (Battle Honours) を受章した[117]。

BISMARCK Action 1941 - NORWAY 1941-42 - ARCTIC 1941-42 - MALTA CONVOYS  1942 - BISCAY 1942 - SABANG 1944 - PALEMBANG 1945 - OKINAWA 1945 - JAPAN 1945

## 登場作品
映画
『ビスマルク号を撃沈せよ!』
ビスマルク追撃戦を題材にした1960年のイギリス映画。空母セントー（HMS Centaur, R06）と共にヴィクトリアスが本艦およびアーク・ロイヤル役として撮影に使用されている。